# Episodi di Close Enough (seconda stagione)
La seconda stagione della serie animata Close Enough è stata interamente pubblicata negli Stati Uniti, su HBO Max, il 25 febbraio 2021.
In Italia la stagione è stata interamente pubblicata su Netflix, il 26 maggio 2021.
| nº | Titolo originale                       | Titolo italiano                       | Pubblicazione USA | Pubblicazione Italia |
| -- | -------------------------------------- | ------------------------------------- | ----------------- | -------------------- |
| 1  | Josh Gets Shredded                     | Josh diventa pompato                  | 25 febbraio 2021  | 26 maggio 2021       |
| 1  | Meet The Frackers                      | Ecco gli estrattori                   | 25 febbraio 2021  | 26 maggio 2021       |
| 2  | Sauceface                              | Sauceface                             | 25 febbraio 2021  | 26 maggio 2021       |
| 2  | Houseguest From Hell                   | Un'ospite da incubo                   | 25 febbraio 2021  | 26 maggio 2021       |
| 3  | Joint Break                            | Problemi di vecchiaia                 | 25 febbraio 2021  | 26 maggio 2021       |
| 3  | Cyber Matrix                           | Cyber Matrix                          | 25 febbraio 2021  | 26 maggio 2021       |
| 4  | Haunted Couch                          | La poltrona infestata                 | 25 febbraio 2021  | 26 maggio 2021       |
| 4  | Man Up                                 | Fatti coraggio                        | 25 febbraio 2021  | 26 maggio 2021       |
| 5  | Handy                                  | Manualità                             | 25 febbraio 2021  | 26 maggio 2021       |
| 5  | Birthdaze                              | La magia del compleanno               | 25 febbraio 2021  | 26 maggio 2021       |
| 6  | Time Hooch                             | Bumba temporale                       | 25 febbraio 2021  | 26 maggio 2021       |
| 6  | World's Greatest Teacher               | La migliore insegnante al mondo       | 25 febbraio 2021  | 26 maggio 2021       |
| 7  | Where'd You Go, Bridgette?             | Dove sei andata, Bridgette?           | 25 febbraio 2021  | 26 maggio 2021       |
| 7  | The Erotic Awakening of A. P. LaPearle | Il risveglio erotico di A.P. LaPearle | 25 febbraio 2021  | 26 maggio 2021       |
| 8  | Men Rock!                              | Uomini rock!                          | 25 febbraio 2021  | 26 maggio 2021       |
| 8  | Secret Horse                           | Cavallo segreto                       | 25 febbraio 2021  | 26 maggio 2021       |